# 大角星流
大角星流或稱為大角星集團在天文學中是包含鄰近的亮星，大角星在內的一個星流或是移動星群。它由許多恆星組成，而且這些恆星都有相似自行運動，因此在物理上是有關聯的。
這些恆星不在銀河系的盤面中，它們由缺乏重元素的老年恆星組成，被認為是一個早已被同化至銀河系中的古老矮衛星星系的殘骸。 然而，本斯比（Bensby）和他的同事在分析太陽附近的F和G型矮星的化學成分時發現，與星流中恆星的化學成分沒有差異，這顯示它的來源是銀河系內而不是來自銀河系外。一種可能性是，星流出現的方式類似於武仙座星群；這是假設已經與銀河棒形成外林德布拉德共振的星流。然而，目前尚不清楚怎麼會在厚盤中形成過度密集的恆星。
儘管天文學家知道這個星流的存在已經有一段時間，來自澳洲天文台，以昆丁·派克為首的徑向速度實驗是第一個量化該群體性質的組織。
這個星流最早是在1971年發現的，其它的成員包括紅巨星天鶴座κ、M型的巨蟹座27、狐狸座α、和長蛇座RT。

## 外部連結
- Skatssoon, Judy. . ABC News in Science. February 14, 2006  [2009-04-18]. （原始内容存档于2019-09-05）.